# Ligament collatéral radial du carpe
Le ligament collatéral radial du carpe (ou ligament latéral externe de l'articulation du poignet) est un ligament de l'articulation radio-carpienne.
Il unit la pointe du processus styloïde du radius à la face externe de l'os scaphoïde.
Il est en relation avec l'artère radiale qui passe entre le ligament et les tendons du muscle long abducteur du pouce et du muscle court extenseur du pouce.